# Gouaram II d'Ibérie
Gouaram II d'Ibérie (en géorgien : გუარამ II) est un prince-primat d’Ibérie de la dynastie dite des « Gouaramides », ayant régné de 684/685 à 693 selon la chronologie rectifiée de Cyrille Toumanoff.

## Biographie
Selon Cyrille Toumanoff, Gouaram II, fils de Stéphanos Ier d'Ibérie (tué en 627), est prince héréditaire (éristavi) de Kalarzène-Djavakhéti à la mort de son père. Il reçoit le titre de prince-primat d’Ibérie après la mort de son prédécesseur, Adarnassé II d'Ibérie de la dynastie rivale dite des « Chosroïdes », comme vassal du Calife. 
Vers 689, après une campagne victorieuse des armées byzantines contre les troupes du Calife, il se reconnaît le vassal de l’empereur Justinien II qui lui confère le titre de curopalate.
À sa mort vers 693, il a comme successeur Gouaram III d'Ibérie, qui est vraisemblablement son petit-fils. C’est à cette époque que les Arabes instaurent de nouveau leur autorité dans le Caucase et installent un vice-roi (wali) à Dvin.

## Hypothèse
Dans un ouvrage récent, Stephen H.Rapp formule une autre hypothèse sur l'origine de ce prince afin de mettre en cohérence sa généalogie avec l'inscription relevée sur la plaque extérieure de l'église de la Sainte-Croix de Mtskheta. Gouaram II serait le fils du prince-primat Stéphanos II d'Ibérie (637/642-650), lui-même fils de l'hypatos Adarnassé Ier d'Ibérie (627/637-642) dont la succession aurait été assurée par son oncle l'hypatos Démetre (637/642), le frère du « patrice » Stéphanos Ier d'Ibérie (590-627), qui aurait été brièvement prince après son neveu .